# 谷运 (阿拉巴马州)
谷运（英文：Gu-Win），是美国阿拉巴马州下属的一座城市。面积约为1.94平方英里（约合5.03平方公里）。根据2010年美国人口普查，该市有人口176人，人口密度为90.67/平方英里（约合34.99/平方公里）。